# Cubitalia breviceps
Cubitalia breviceps är en biart som först beskrevs av Heinrich Friese 1911.  Cubitalia breviceps ingår i släktet Cubitalia och familjen långtungebin. Inga underarter finns listade i Catalogue of Life.